# Куратико (Парма)
Куратико је насеље у Италији у округу Парма, региону Емилија-Ромања.
Према процени из 2011. у насељу је живело 27 становника. Насеље се налази на надморској висини од 488 м.